# Вахтанг IV
Вахтанг IV (груз. ვახტანგ IV; 1413–1446) — цар Грузії (1442 — грудень 1446). Старший син царя Олександра I Великого й Дуландухт, дочки князя Бешкена Орбелі. Представник династії Багратіоні.

## Життєпис
В останній рік правління батька царевич Вахтанг та його брати Деметре і Георгій стали співправителями Олександра I Великого. Після зречення Олександра 1442 року Вахтанг проголосив себе царем Грузії, дозволивши молодшим братам керувати у доручених регіонах та бути його васалами. Влада Вахтанга IV слабшала, що призводило до роздрібнення країни. Восьма навала військ Тимура роздробила країну на регіональні царства.
Царювання Вахтанга IV відзначилось другою навалою туркменського Шах Джахана. Битви відбувались у південній Грузії (Ахалцихе), проте шах не зміг подолати опору грузинського війська. Вночі Джахан потай залишив поле бою та повернувся до Тебриза.
Цар Вахтанг IV помер після чотирьох років правління, не залишивши спадкоємців, і влада перейшла до його брата Георгія VIII.